# روكامينا
روكامينا (بالإيطالية: Roccamena)‏ هي بلدية في مقاطعة باليرمو في صقلية الإيطالية.

## السكان
في سنة 1861 بلغ عدد السكان 1٬353 نسمة، وتطور العدد ليصل في سنة 2011 لـ 1٬562 نسمة.
يظهر هذا المخطط البياني تطور النمو السكاني لـ روكامينا